# Edward Owens (boato)
O boato de Edward Owens é um histórico boato criado pelos estudantes da George Mason University em 3 de dezembro de 2008 como um projeto de graduação intitulado "Lying About the Past".
A história  trata de um homem que viveu na Virgínia entre 1852 e 1938 e que posteriormente se tornou um pirata.